# Lago Garibaldi
Il lago Garibaldi (in inglese: Garibaldi Lake) è un lago di montagna della Columbia Britannica, nell'ovest del Canada, situato a 37 km a nord della città di Squamish e a 19 km a sud di Whistler. Il lago si situa nel sito protetto del Parco provinciale Garibaldi che ospita montagne, ghiacciai, sentieri, foreste, fiori, prati e cascate.

## Geologia

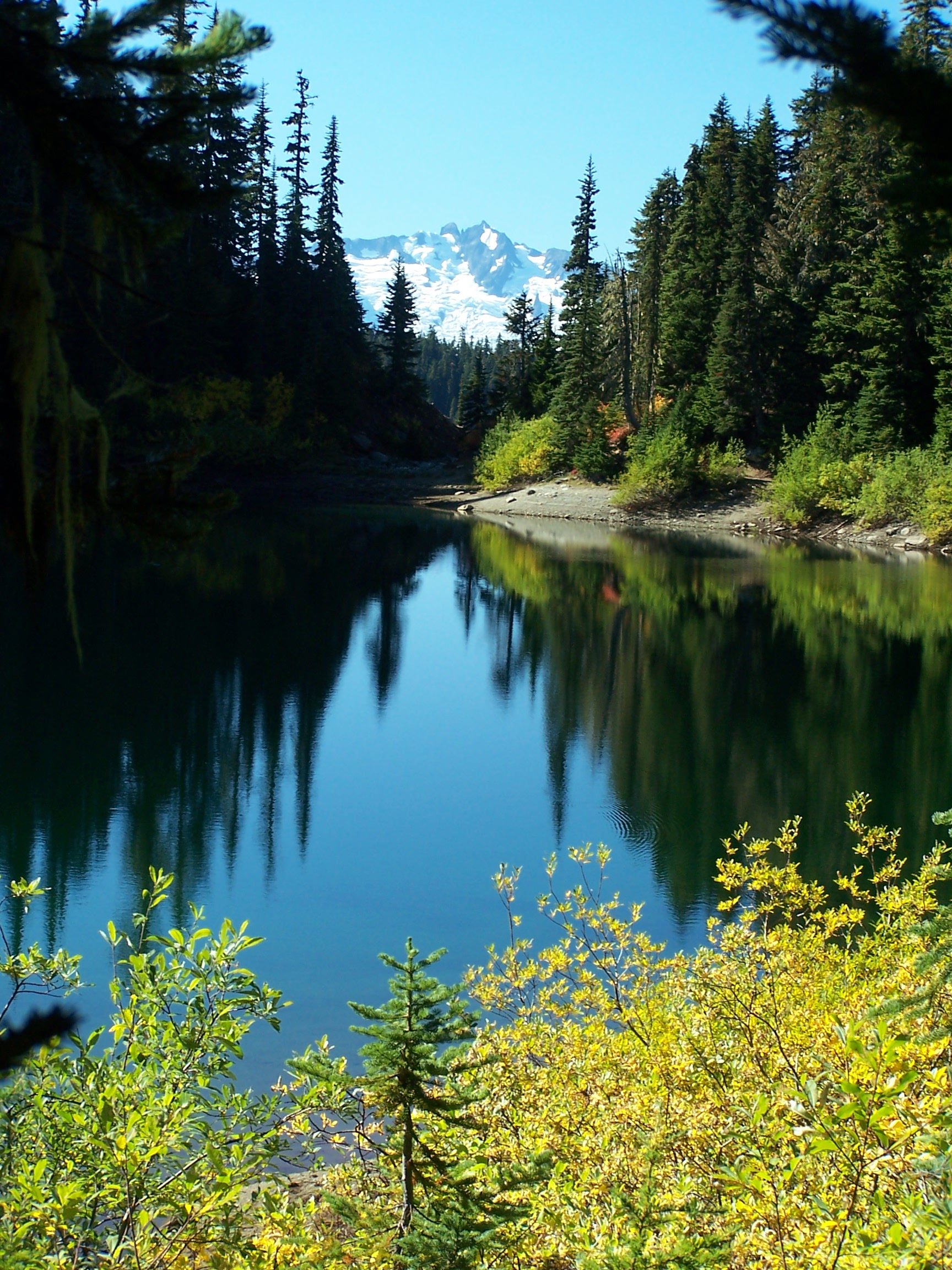
La Barriera

Il lago Garibaldi si estende in un profondo bacino subalpino, la sua superficie si situa a 1 500 metri sul livello del mare e la sua profondità supera i 250 metri. È quasi interamente circondato da montagne ad eccezione della sua estremità nord, con vulcani lungo le sue rive nord, ovest e sud e vette non vulcaniche a nord-ovest e ad est. Colate di lava provenienti dai vulcani monte Price e picco Clinker a sud, hanno creato una diga che ha bloccato le acque dell'antica valle. Questa scarpata di lava, chiamata «La Barriera » (The Barrier), ha uno spessore di oltre 300 metri e una larghezza di circa due chilometri nel luogo dove imprigiona il lago. Una serie di affioramenti di lava lungo la riva nord-ovest del lago, forma le numerose isolette Battleship, parecchie delle quali sono state collegate artificialmente alla riva mediante semplici passerelle di pietra.
Il colore turchese delle acque del lago è dovuto al riflesso della luce sulle fini particelle di roccia madinate dall'erosione glaciale, in sospensione nell'acqua di fusione glaciale che defluisce dalle sue due alimentazioni principali, il grande ghiacciaio Sphinx ad est del ghiacciaio Sentinel a sud delle pendici del monte Garibaldi. Lungo tutta la gran parte dell'anno, i deflussi del lago verso l'esterno si producono solo per infiltrazione attraverso le fessure nella diga di lava, provocando la formazione di un emissario, il ruscello Rubble (Rubble Creek), a partire dalle sorgenti che scaturiscono in fondo a «La Barriera». Durante la fusione delle nevi in primavera, gli apporti di acqua sono sufficienti perché le acque di superficie defluiscono in un canale poco profondo attraverso la scarpata di lava, verso i laghi Lesser Garibaldi e La Barriera circa 1 600 metri ad ovest della riva principale del lago.

### Pericoli geologici
Il carattere instabile della diga di lava è stato all'origine di parecchie valanghe di pietre in passato nella zona situata al di sotto del lago. Più recentemente una frana si è prodotta nel 1855 o 1856, il che ha dato il nome al ruscello Rubble (in italiano: «macerie»). La preoccupazione sull'instabilità della diga a causa dell'attività vulcanica o tettonica, o ancora di fronte alle forti piogge, hanno incitato il governo della provincia a dichiarare inabitabile nel 1981 la zona situata immediatamente sotto. Questo ha provocato l'evacuazione dal vicino villaggio Garibaldi e il reinsediamento dei residenti verso nuovi luoghi fuori dalla zona a rischio. Se La Barriera dovesse crollare completamente, le acque del lago Garibaldi sarebbero interamente liberate, causando allora danni considerevoli a valle del fiume Cheakamus e del fiume Squamish. Questa catastrofe naturale potrebbe creare dei danni maggiori alla città di Squamish e potrebbe potenzialmente produrre un maremoto nelle acque della baie Howe che potrebbe anche raggiungere l'isola di Vancouver.

## Attività
Tutte le attività della zona sono regolate dalla legislazione del Parco provinciale Garibaldi. Un sentiero escursionistico di 9 km di lunghezza dà accesso al lago. A nord-ovest del lago ma anche vicino alla riva occidentale del lago sono localizzati vari campeggi. Durante l'estate, l'accesso è limitato per tutta una parte del lato orientale del, lago. Non ci si trova alcun sentiero in seguito alla presenza di scogliere rocciose che si tuffano nel lago in questo punto. In inverno, il lago è gelato da fine dicembre a fine aprile, il che permette agli sciatori e agli escursionisti muniti di racchette da neve di passeggiare in questa zona. Alcuni chalet sono situati vicino a Sphinx Bay sulla riva orientale del lago come pure a Sentinel Bay a sud-est del lago.

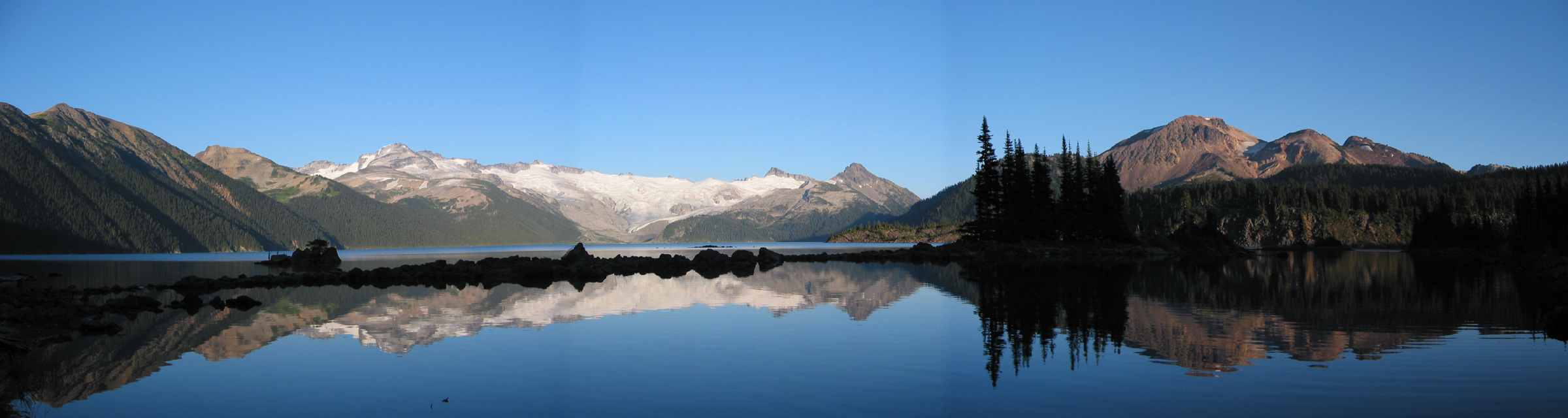
Panorama del lago Garibaldi con il ghiacciaio Sphinx e i vulcani monte Price e picco Clinker a destra.